# Bjørn Ousland
Bjørn Ousland (né le 14 mai 1959 à Oslo) est un auteur de bande dessinée et illustrateur norvégien. Actif depuis le milieu des années 1980, il s'est d'abord consacré à la bande dessinée, travaillant aussi bien pour la presse alternative norvégienne (avec notamment des histoires inspirées du folklore norvégien) que pour la presse généraliste (comic strips Ulla og Ullrik et Småkryp). Depuis le début des années 2000, il se consacre surtout à l'illustration et à la littérature jeunesse.

## Distinctions
- 1990 : Prix Sproing de la meilleure bande dessinée norvégienne pour Solruns saga t. 1 : Nattlys (avec Eirik Ildahl)
- 2007 : Prix Brage open (essai pour enfants) pour Fortellingen om et mulig drap (texte de Jon Ewo)